# Бран Мутимировић
Бран Мутимировић је био српски кнежевић, син кнеза Мутимира и отац потоњег кнеза Павла.

## Рат са Бугарском
Податке о кнежевићу Брану даје нам спис Константина Порфирогенита De Administrando Imperio. Имао је старијег брата Прибислава и млађег брата Стефана. Порфирогенит Брана помиње у рату са бугарским царем Борисом Михаилом. Мутимиров отац Властимир је у рату поразио бугарског кана Пресијана (око 840. године). Борис се желео осветити Србима за Пресијанов пораз. Бугари су поново поражени, а Борисов син Владимир је заробљен заједно са дванаест великих бољара. Борис је због тога приморан да склопи мир. Плашећи се да му Срби не поставе заседу, Владимир је тражио да га до границе спроведу деца Мутимира, Борен (Бран) и Стефан. Они су га одвели до Раса где су примили поклоне од Бориса, а сами узвратили са два роба, два сокола, два пса и осамдесет крзнених хаљетака. Бугаре су ове поклоне касније сматрали данком.

## Борба за власт
Мутимира је наследио најстарији син Прибислав. После годину дана је у Србију дошао Петар, син Гојника, који је прогнао Прибислава у Хрватску. После три године (895/6. године) Петра је напао Бран, али је и он поражен, заробљен и ослепљен. Сматра се да је Петар ослепео Брана како би га спречио да поново покуша да преотме српски престо. Истовремено, та казна је била одличан пример како би могао да прође свако ко покуша да уђе у борбу за владарски трон. Та епизода из историје династије Властимировић је први у изворима забележени случај извршења телесне казне у средњовековној Србији и једини који се односи на династију Властимировић.
Бранов син Павле владао је Србијом после пада Петра Гојниковића (након битке код Анхијала, 917. година).

## Извори и литература

### Викизворник
- Константин Порфирогенит, „De administrando Imperio“ („О управљању Царством“) (глава 32)